# Huodendron
Huodendron es un género  de plantas  pertenecientes a la familia Styracaceae. Es nativa del este de Asia, desde el sur de China, al sur de Tailandia y Vietnam. Comprende 8 especies descritas y de estas, solo 3 aceptadas.

## Taxonomía
El género fue descrito por Alfred Rehder y publicado en Journal of the Arnold Arboretum 16: 341. 1935. La especie tipo es: Huodendron tibeticum (J. Anthony) Rehder	

## Especies aceptadas
A continuación se brinda un listado de las especies del género Huodendron aceptadas hasta septiembre de 2014, ordenadas alfabéticamente. Para cada una se indica el nombre binomial seguido del autor, abreviado según las convenciones y usos.	
- Huodendron biaristatum (W.W. Sm.) Rehder
- Huodendron parviflorum
- Huodendron tibeticum (J. Anthony) Rehder
- Huodendron tomentosum Y.C. Tang & S.M. Hwang